# トッド・ウィリアムズ (映画監督)
トッド・ウィリアムズ（Tod Williams、1968年9月27日 - ）は、アメリカ合衆国ニューヨーク出身の映画監督、脚本家、俳優。

## 来歴・人物
建築家の父親とダンサーの母親との間にニューヨークで生まれ育った。ニューヨーク州のバード大学とコロンビア大学で絵画と文学を学んだ後、ニューヨーク・タイムズのロサンゼルス支局に特派員として勤務した。
1998年、映画「The Adventures of Sebastian Cole」で監督兼出演を果たし、映画デビューした。
そして2004年、アメリカの作家ジョン・アーヴィングの小説「未亡人の一年」を原作に、ジェフ・ブリッジスとキム・ベイシンガーを起用した映画「ドア・イン・ザ・フロア」で脚本兼監督を務めた。同年、同作品はインディペンデント・スピリット賞の脚本賞(The Film Independent's Spirit Award for Best Screenplay)にノミネートされた。
現在は、ニューヨーク市とミシガン州オールデンに居を構えている。

### プライベート
1995年、007 ゴールデンアイでボンドガールを務めたオランダ人女優ファムケ・ヤンセンと結婚するが、2000年に離婚。2004年にアメリカ人女優グレッチェン・モルと再婚。2007年に長男が誕生し、2011年に娘が生まれている。

## フィルモグラフィー

### 映画(監督作品)
| 公開年 | 邦題 原題                                           | 備考                     |
| ------ | --------------------------------------------------- | ------------------------ |
| 1998   | The Adventures of Sebastian Cole                    | 兼出演                   |
| 2004   | ドア・イン・ザ・フロア The Door in the Floor        | 兼脚本                   |
| 2009   | Wings Over the Rockies                              | 短編ドキュメンタリー映画 |
| 2010   | パラノーマル・アクティビティ2 Paranormal Activity 2 |                          |
| 2016   | セル Cell                                           | 日本公開は2017年2月      |

### 映画(製作)
| 公開年 | 邦題 原題                       | 備考 |
| ------ | ------------------------------- | ---- |
| 2007   | Trainwreck: My Life as an Idiot |      |